# BMW E12
De eerste BMW van de 5-serie kwam als opvolger van de „BMW nieuwe klasse“ op de markt en werd gebouwd van september 1972 tot juni 1981, met een facelift in 1976. In Zuid-Afrika werd hij nog verder geproduceerd tot 1985. Het voertuig kreeg de interne modelaanduiding E12 mee.
Met de invoering van de 5-serie begon men bij BMW met een nieuwe klasseordening per serie. De eerste 5-serie werd enkel als vierdeurs aangeboden.

## Voorgeschiedenis
Reeds in 1968 plande BMW een opvolger voor de „BMW nieuwe klasse“ (1800 en 2000). Reeds vroeg kwam men op de naam "520", om te refereren aan de BMW 501 en 502. Ontworpen als opvolger voor de populaire BMW nieuwe klasse middenklasse sedan, waren de E12 5-serie-modellen kleiner dan de grote BMW E3 sedan, maar groter dan de tweedeurs "02"-modellen.
In maart 1970 stelde Bertone een prototype, de "BMW 2200TI" (Garmisch), getekend door Marcello Gandini, voor. Die had echter nog rechthoekige koplampen, die echter niet bij het BMW-typische, sportieve karakter pasten. In 1971 werd dit gecorrigeerd.
Tijdens de ontwikkelingsfase werden tot 2,3 liter (2299 cm³) vergrote M10-motoren ontwikkeld, die in carburatorversie 84,6 kW (115 pk) en met injectie 103,6 kW (140 pk) leverden. Voor serieproductie werden ze echter niet behouden.
De nu als 5-serie bekendstaande wagens werden in september 1972 gelanceerd, te beginnen met de 520 en de 520i. De E12 was bovendien de eerste BMW waar het serienummer (in dit geval een vijf) vooraan stond. Halverwege 1975 werd hij hierin gevolgd door de E21 (eerste 3-serie) en begin 1976 de E24 (eerste 6-serie). Ook voor het eerst bij BMW verhuisde de hendel van de richtingaanwijzer van rechts naar links van het stuurwiel.

## Koetswerk
De E12 was enkel als vierdeurslimousine te verkrijgen. Hij beschikte over een vormstijve veiligheidskooi, kreukelzones voor en achter, een geïntegreerde rolbeugel, rondom aangebrachte versterkingen en een naar voren scharnierende motorkap met veiligheidsvergrendeling. Zijn luchtweerstandscoëfficiënt bedroeg 0,44.
In augustus 1976 werd de E12 optisch aangepast. Belangrijkste kenmerken waren de ter hoogte van de BMW-"nieren" licht gewelfde motorkap, de grotere achterlichten, de tankklep die van achter (rechts naast het kenteken) naar de rechter achtervleugel verhuisde en de gewijzigde ventilatieopeningen in het dashboard.
Metaalglanslak en stalen schuifdak, al dan niet elektrisch bediend, waren van begin af aan als optie verkrijgbaar. Een afsluitbare tankdop was dat ook, maar de 528 en 528i hadden hem standaard. Vanaf het tweede semester 1980 werd hij standaard voor alle modellen. Slijkvangers achter als optie waren er vanaf de tweede serie. Vanaf 1979 kon je hem ook bestellen zonder typeaanduiding op het kofferdeksel. Verchroomde wielringen waren optie op de 518, 520/4 en 520/6 en op alle andere standaard.
Je kon ook een naakte bodyshell van een 525 of 528 bestellen voor ombouw naar M-model of opbouw door tuningspecialisten zoals Alpina, Schnitzer , Hartge, GS e.d.
Voor de Amerikaanse markt was er de 530i met overgedimensioneerde bumpers en bijkomende richtingaanwijzers op de spatborden. Deze versie werd ook in Japan aangeboden. Vanaf juli 1978 werd de 530i vervangen door de 528i, dit model werd eveneens in Japan geleverd, vanaf modeljaar 1980 ginds met normale bumpers maar met bijkomende richtingaanwijzers op de spatborden.
In Frankrijk werd de E12 geleverd met gele koplampen en grotere buitenspiegels. In Italië kreeg de eerste serie E12 tweekleurige (helder - oranjerood) richtingaanwijzers voor.

## Interieur
Vanaf maart 1974 was tegen meerprijs een met schuim bekleed stuurwiel verkrijgbaar, bij de 528 behoorde dit al tot de standaarduitvoering vanaf zijn marktintroductie. Bij de 2de serie E12's behoorde dit stuur voor alle modellen tot de standaarduitrusting, vanaf augustus 1978 kon je datzelfde stuur tegen meerprijs ook met een lederbekleding krijgen. Een sportstuur was vanaf maart 1974 verkrijgbaar.
Verlaagde stoelen, waren zonder meerprijs beschikbaar, tussen 1974 en 1978 moest er wel ineens voor deze optie bijbetaald worden en voor de 525 en 528 was ze tot begin 1977 zelfs niet beschikbaar. Deze optie was echter niet combineerbaar met hoogteverstelling op de stoelen, tenzij voor een korte periode in 1976, toen kon het wel. Deze hoogteverstelling was standaard op de bestuurdersstoel bij de grote zescilinders, bovendien nog gecombineerd met stuurkolomverstelling. Dit pakket kon tegen meerprijs ook op de andere modellen genomen worden. Vanaf augustus 1979 kon je daarbovenop tegen meerprijs ook hoogteverstelling krijgen op de bijrijdersstoel. Hoofdsteunen voor waren tot halfweg 1973 optie en daarna gewoon standaard. Hoofdsteunen achter, kunstlederen bekleding en velours matten waren vanaf de lancering reeds tegen meerprijs op alle modellen beschikbaar. Echt leder kon ook, maar niet op de 518. Vanaf het tweede semester 1977 kon je zowaar Recaro-stoelen bestellen.
Een afsluitbaar handschoenkastje stond op de optielijst en was op de 528's standaard. De grote zescilinders hadden ook ventilatieopeningen achteraan op de optielijst staan, vanaf halfweg 1974 ook op de andere modellen beschikbaar, behalve de 518, die kreeg ze pas in 1977 als optie. Vanaf augustus 1979 werden ze voor alle types standaard. Ook een uitgebreid aanbod aan autoradio's stond op de optielijst, evenals een automatische antenne. Een toerenteller was optie bij de 518, 520/4 en 520/6, de rest had die standaard. Vanaf najaar 1973 kon je elektrische ruitbediening bijbestellen, behalve op de 518, met uitzondering van een korte periode in 1974, toen kon het wel. Vanaf 1976 kon je ook kiezen enkel de voorste zijramen elektrisch te bedienen, behalve weer op de 518. Centrale deurvergrendeling kwam halfweg 1977 op de optielijst te staan.
De 530i voor de Japanse en Amerikaanse markt werd bijna uitsluitend met lederen bekleding en airco geleverd.

## Motoren
In de E12 werd een uitgebreid motorenpalet aangeboden – beginnend met de kleine 1,8-liter-basismotor in de 518 (vanaf 1974), die reeds in de BMW 1800 gebruikt werd, tot de krachtige 3,5-liter-motor in de tegen het einde van de serie in kleine oplage gebouwde M535i. De BMW 518, 520 en 520i kregen de beproefde viercilindermotoren van het type M10 ingebouwd. De 518 werd van een Solex 38 PDS valstroomcarburator met handchoke voorzien (vanaf de tweede serie Solex DITA 32/32 valstroomcarburator met startautomaat en vanaf het tweede semester 1980 een valstroom-registercarburator Zenith 2B4). De 520 werd met een Stromberg 175CDET variabele-venturi dubbele carburator met startautomaat uitgerust. De 520i erfde de Kugelfischer PL 04 klassieke inspuitpomp met warmdraairegelaar van de 2002tii. Vanaf februari 1975 kreeg hij het meer moderne K-Jetronic systeem van Bosch. Vanaf de zomer van 1977 werd de BMW 520 met de nieuw ontwikkelde kleine zescilinder-Motor M20 uitgerust, weer voorzien van een Solex-carburator, de Solex 4 A1, een dubbele registercarburator (vierkleps dus). De varianten met grotere cilinderinhoud van de 5-serie BMW's werden voorzien van de grote zescilinder-Motor M30. In 1973 werd de 525 geïntroduceerd met twee Zenith (32/40INAT) registercarburators met startautomaat, in 1974 gevolgd door de 528, met twee Zenith (35/40 INAT) registercarburators met startautomaat. Bij beide werden de Zenith's vervangen door een Solex 4 A1 - carburator bij de introductie van de 2de serie. Tot slot werd in 1977 de 528i met Bosch L-jetronic elektronische benzine-injectie met warmdraairegelaar gelanceerd. De 70 l brandstoftank van de 525 was eind 1972 reeds beschikbaar op de andere modellen en werd vanaf 2de semester 1974 standaard voor alle modellen.
De 530i voor de Japanse en Amerikaanse markt had om te voldoen aan de strenge Amerikaanse uitlaatgasnormen een L-jetronic-inspuitsysteem en een uitlaatgasnaverbrander. De 528i aldaar had L-jetronic-injectie, drieweg katalysator en Lambda-sonde. Vanaf november 1979 was in Japan ook een 518i met K-jetronic leverbaar. Vanaf 1978 dook er ook een 518i op in Zweden, dit was echter een minder luxueuze versie van de 520i. Vanaf juni 1979 was er dan een "echte" 518i in Zweden, die net zoals de Japanse versie een K-jetronic-inspuitsysteem heeft.
Een dieselmotor was er nog niet in de BMW E12, daar BMW toen nog geen dieselmotoren in zijn motorenaanbod had. De logge dieselmotoren uit de jaren 70, meestal nog zonder turbolader, pasten toentertijd niet in het dynamische concept van BMW. Bij wijze van verrassing werd bij het opvolgmodel E28 een dieselmotor (M21) aangeboden, die van de M20-motor afgeleid werd.

## Aandrijving
Standaard werd een vierbak geleverd. Een drietrapsautomaat was beschikbaar op alle modellen behalve de 520i. De 518 bood deze optie echter maar kortstondig tussen halfweg 1977 en eind 1978. Een spaarzame vijfbak was vanaf augustus 1979 beschikbaar als optie. Een sportieve vijfbak was vanaf halfweg 1974 tot halfweg 1977 beschikbaar op de 520/4 en 520i, en opnieuw vanaf half 1978 op de grote zescilinders en vanaf half 1979 ook op de kleine zescilinder. Een 25%-sperdifferentieel stond vanaf het begin op de optielijst. Standaard werden op de 528's 195/70 HR 14 banden op staalvelgen 6Jx14H2. Deze waren op alle andere modellen als optie verkrijgbaar. Standaard waren deze geschoeid op 175 HR 14 op stalen 6Jx14H2. Beide bandensets konden uiteraard ook op lichtmetalen velgen besteld worden.

## Ophanging
Tot eind 1978 werden de 520i, 525 en 528's standaard met versterkte stabilisatoren voor en achter geleverd, deze waren als optie ook op de andere modellen leverbaar. Daarna was enkel een sportophangingspakket met ook een hardere veer/demper-combinatie, dat vanaf half 1977 werd aangeboden, beschikbaar. Ook niveauregeling achter kon je vanaf februari 1978 bestellen. In 1973 en 1974 kon je ook nog hardere veren krijgen (525 enkel 1973, 518 enkel 1974) tegen meerprijs (voor de 520i in 1974 zonder meerprijs). Een versterkte vering voor voertuigen met trailerkoppeling was er vanaf serie 2, in 1979 kon je er zelfs een trailerkoppeling met afneembare kop bijkopen.

## Veiligheidsvoorzieningen
De viercilinders en de kleine zescilinder kregen een eenvoudig remsysteem met schijven voor en trommels achter en een remservo. De grote zescilinders hadden schijven rondom en remservo.
Van begin af aan kon je een tweede buitenspiegel bestellen. Vanaf 1975 waren elektrisch bedienbare buitenspiegels als optie beschikbaar, vanaf 1977 voor de grote zescilinders en vanaf augustus 1979 voor alle werd die aan bestuurderszijde standaard. Mistlichten en een wis/was installatie op de koplampen stonden ook op de optielijst. Een verwarmde achterruit was standaard, behalve het eerste jaar van de 518, toen was ie nog optie. Een gelaagde voorruit was in het begin optie en vanaf 1976 standaard. Groen getint glas was optie en vanaf serie 2 was er ook een bruine versie. Dit glas kon vanaf eind 1973 ook met airco gecombineerd worden. Voor de waarschuwingsdriehoek moest je bijbetalen.
Automatische driepuntsveiligheidsgordels waren aanvankelijk optie en vanaf september 1973 voor en vanaf juli 1979 achter standaard. Een blusapparaat van 2 kg kon je vanaf de tweede helft van 1978 tegen meerprijs krijgen. Ook voor de verbandkoffer moest je bijbetalen. Een stijlvolle werktuigkoffer aan de binnenkant van het kofferdeksel vond je ook op de optielijst.

## Elektrische installatie
Een batterij van 12V/55 Ah was standaard op de grote zescilinders en als optie verkrijgbaar op de andere types. De standaard 55 A/770 W-alternator (optie op de 518 en 520/4) kon vanaf augustus 1979 mits opleg vervangen worden door een 65 A/910 W-exemplaar gecombineerd met een 12V/66 Ah-startbatterij, behalve op de 518.

## Productie
Aanvankelijk werd de BMW E12 enkel in de BMW-hoofdvestiging München-Milbertshofen gebouwd. Na de inbedrijfsname van het nieuwe BMW-fabriek Dingolfing (de vroegere Glas-fabrieken) in 1973 werd de productie beetje bij beetje naar Dingolfing verplaatst. In 1975 was het definitief gedaan met de productie van 5-serie modellen in München. Via de firma Wilhelm Krawehl uit Hamburg werd geëxporteerd naar Zuid-Amerika. In juni 1981 werd de productie van de E12 in Duitsland beëindigd. In het totaal werden 722.435 exemplaren van de eerste 5-serie gebouwd.
Reeds in 1973 begon men met de assemblage van de 5serie-limousine in Zuid-Afrika. De Duitse fabrieken leverden CKD-voertuigbouwsets (CKD = Completely Knocked Down), aan de BMW-fabriek in Rosslyn, Pretoria die ze assembleerde. Hierdoor kon men de hoge importbelastingen ontwijken. Na de beëindiging van de E12-productie in Duitsland nam de Zuid-Afrikaanse fabriek de persen uit Duitsland over en produceerde voortaan de E12 met het interieur en de ophanging van het opvolgermodel E28 nog tot 1985. Deze staan bekend als E12/8 modellen. Daar bestond het gamma uit de 520 met de tweeliter viercilinder (85 kW/115 pk), de 528 met carburator (125 kW/170 pk, met standaard ZF-drietrapsautomaat) en de 530 (130 kW/177 pk met een manuele vierbak).De BMW E28 loste in 1985 eindelijk ook in Zuid-Afrika de BMW E12 af en werd daar tot 1989 geproduceerd.
Ook in andere landen werden CKD-voertuigbouwsets geassembleerd. De Firma Convex SA in Montevideo, Uruguay produceerde tussen 1978 en 1981 660 520/6'en voor de lokale markt. Opmerkelijk is dat deze wagens geen chassisnummer hebben, registratie gebeurde op motornummer. Eveneens opmerkelijk is dat voor de in optie verkrijgbare automaat niettemin gebruik werd gemaakt van een "bodyshell" van de handgeschakelde versie. In Portugal was de Firma VN - Montagem e Reparação de Automóveis Batista Russo, Lda. voor de montage verantwoordelijk. In 1973 en 1974 werden daar 696 handgeschakelde 520/4's gebouwd. In Thailand verzorgde de Firma Yontrakit de Import van CKD-kits en assembleerde 3.780 E12's (2112 520/4's van 1973 tot 1977 en 1668 520/6'en in 1978 en 1979) in Bangkok. In Indonesië bouwde P. T. Indonesia Service Coy, Jakarta (ISC) tussen 1976 en 1981 780 E12's (480 520/4's tussen 1976 en 1978, en nog eens 300 520/6'en tussen 1978 en 1981).
BMW Motorsport GmbH (BMW M GmbH) in München bouwde in het begin op bestelling de BMW 525 en BMW 528 om. De wagens kregen meer vermogen door inbouw van motoren met grotere cilinderinhoud. Vanaf 1980 bood M GmbH de BMW M535i in groteren getale aan. Zijn 3,5-Liter-Motor kwam uit de 7-serie, en was constructief met de 3-liter motor verwant, zodat zulke ombouw een logische keuze was voor vermogenstoename.

## Galerij

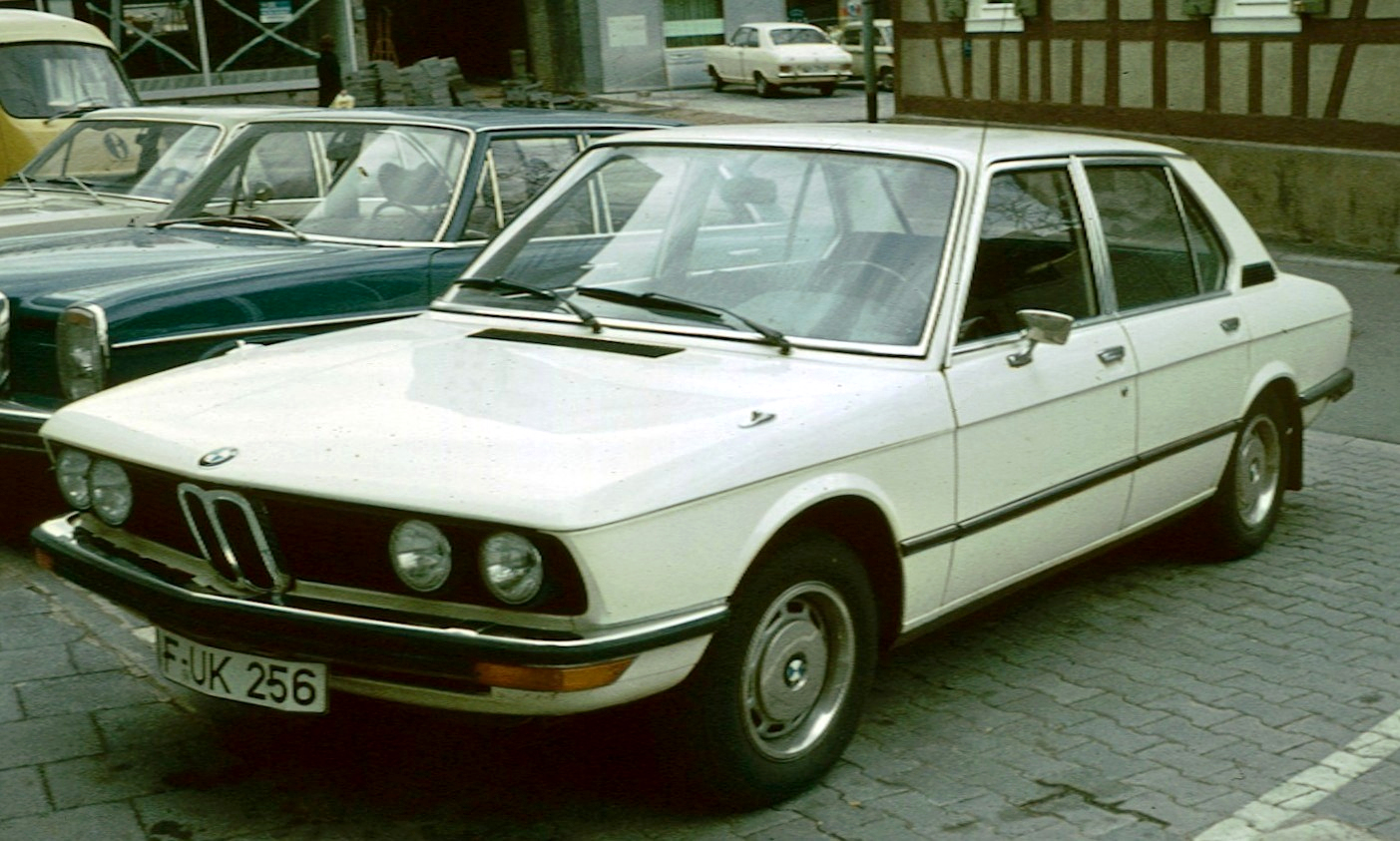
BMW 5-serie (E12, 1972–1976)
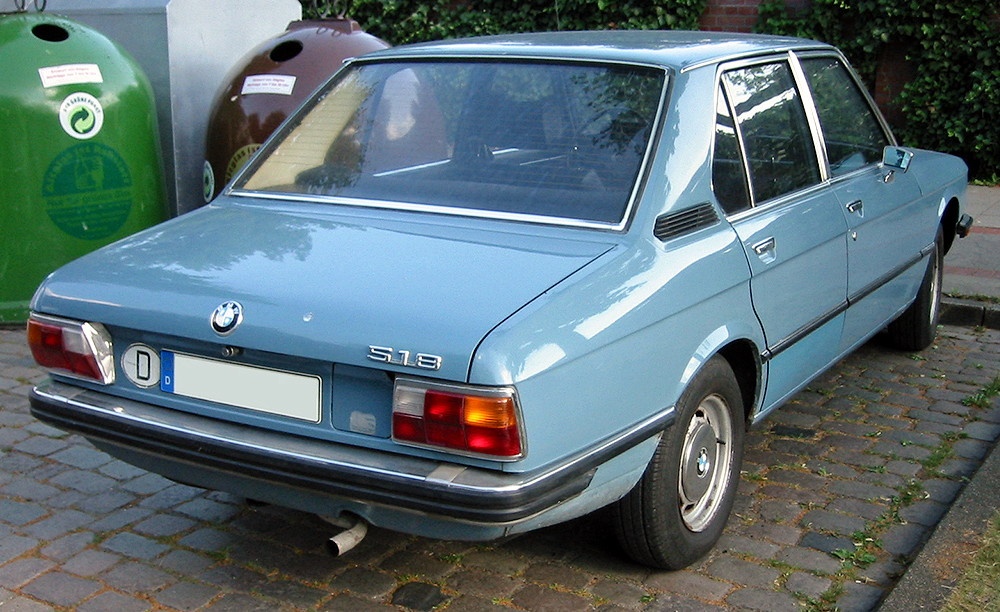
BMW 5-serie (E12, 1972–1976)
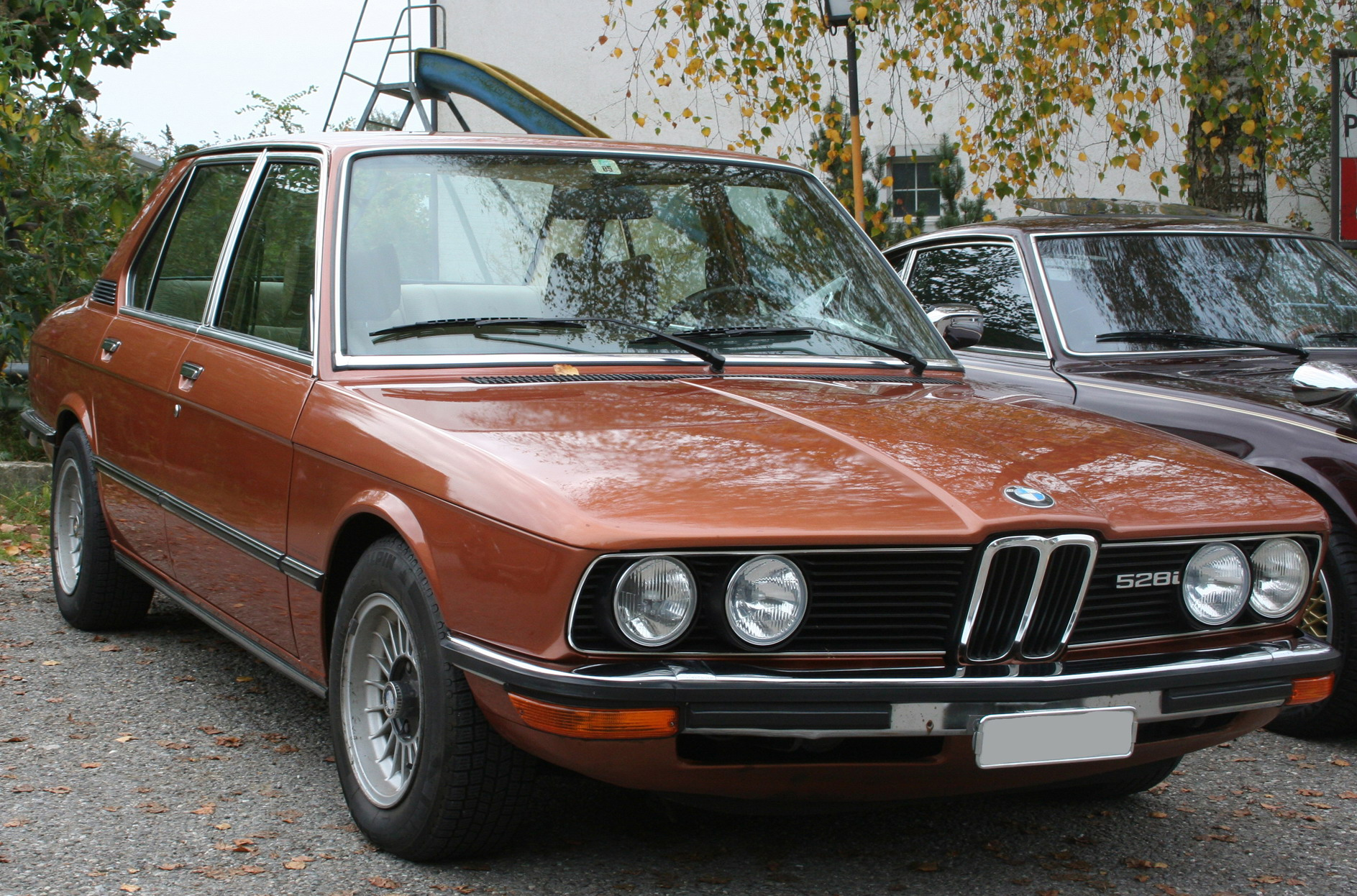
BMW 5-serie (E12, 1976−1981)
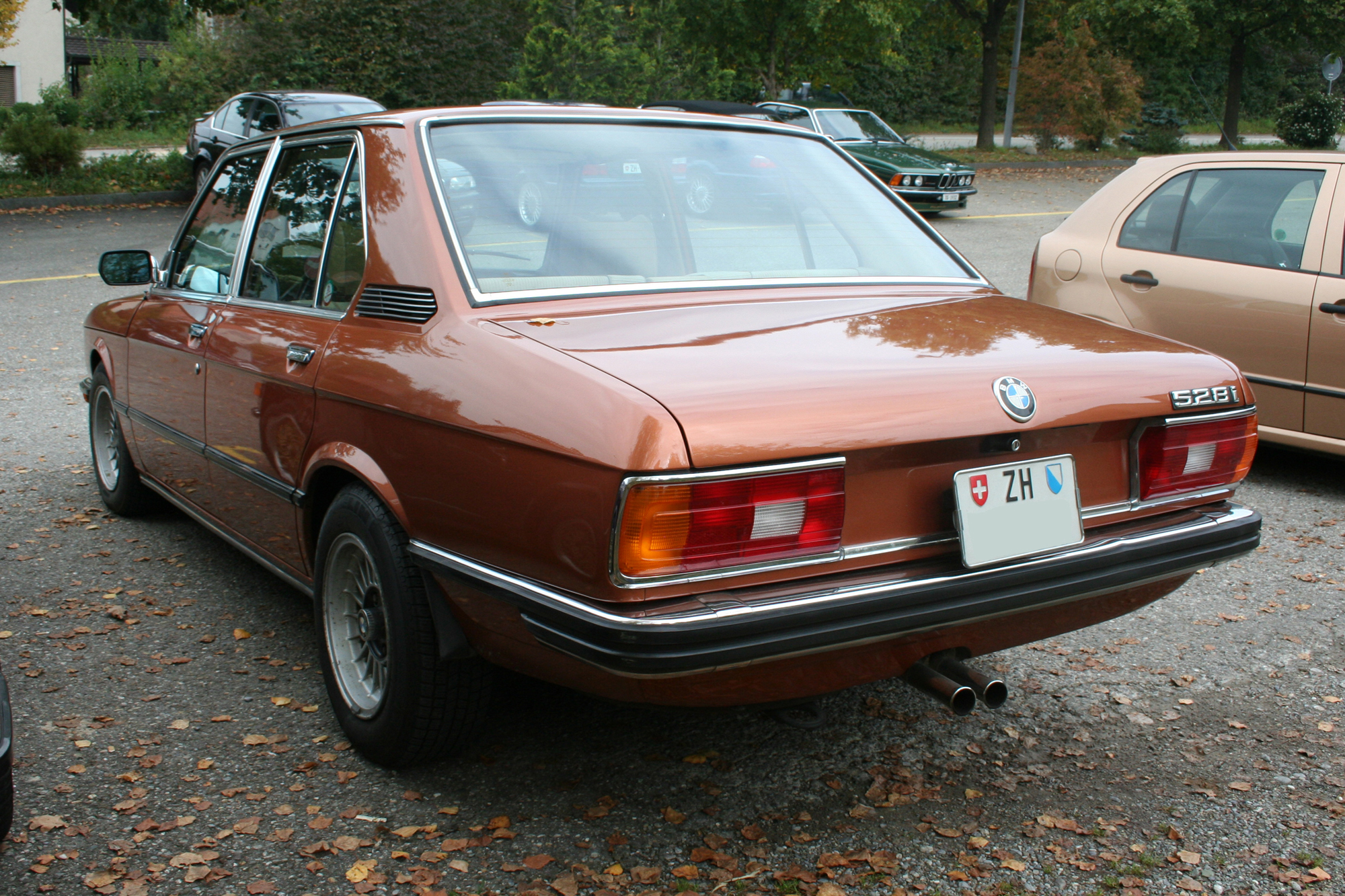
BMW 5-serie (E12, 1976–1981)
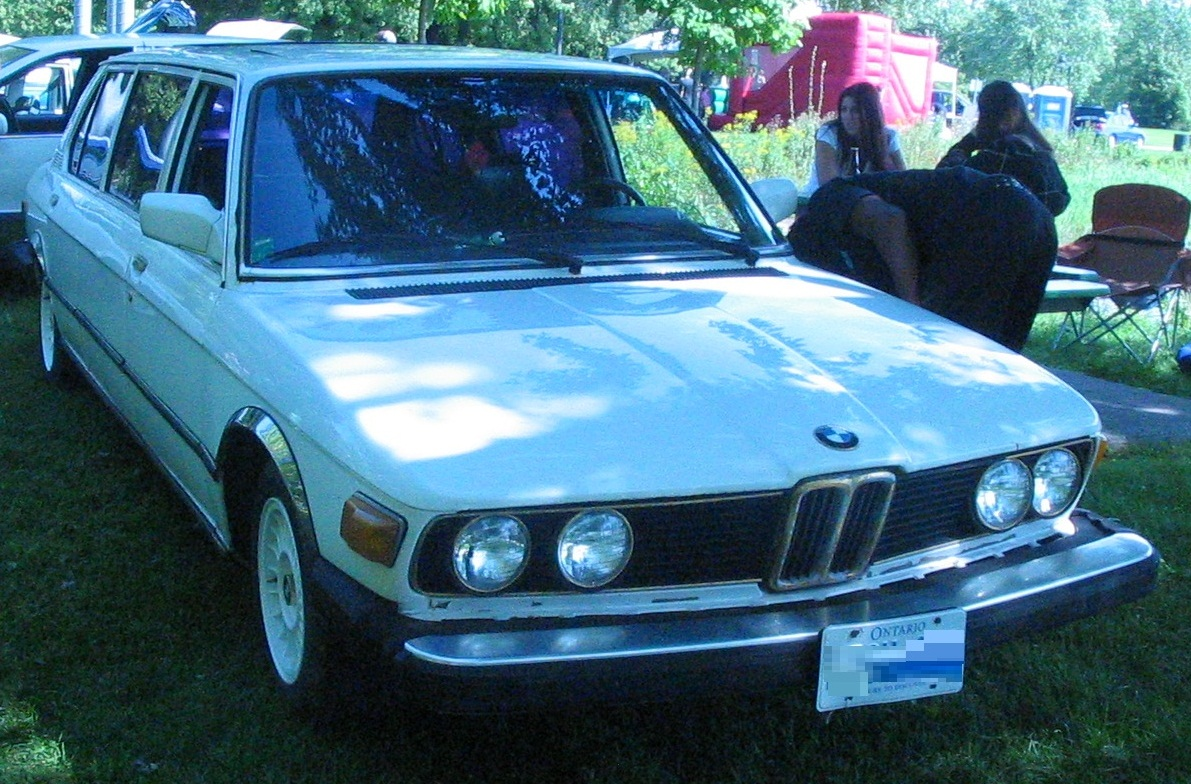
BMW 5-serie Amerikaanse versie (E12, 1976–1981)
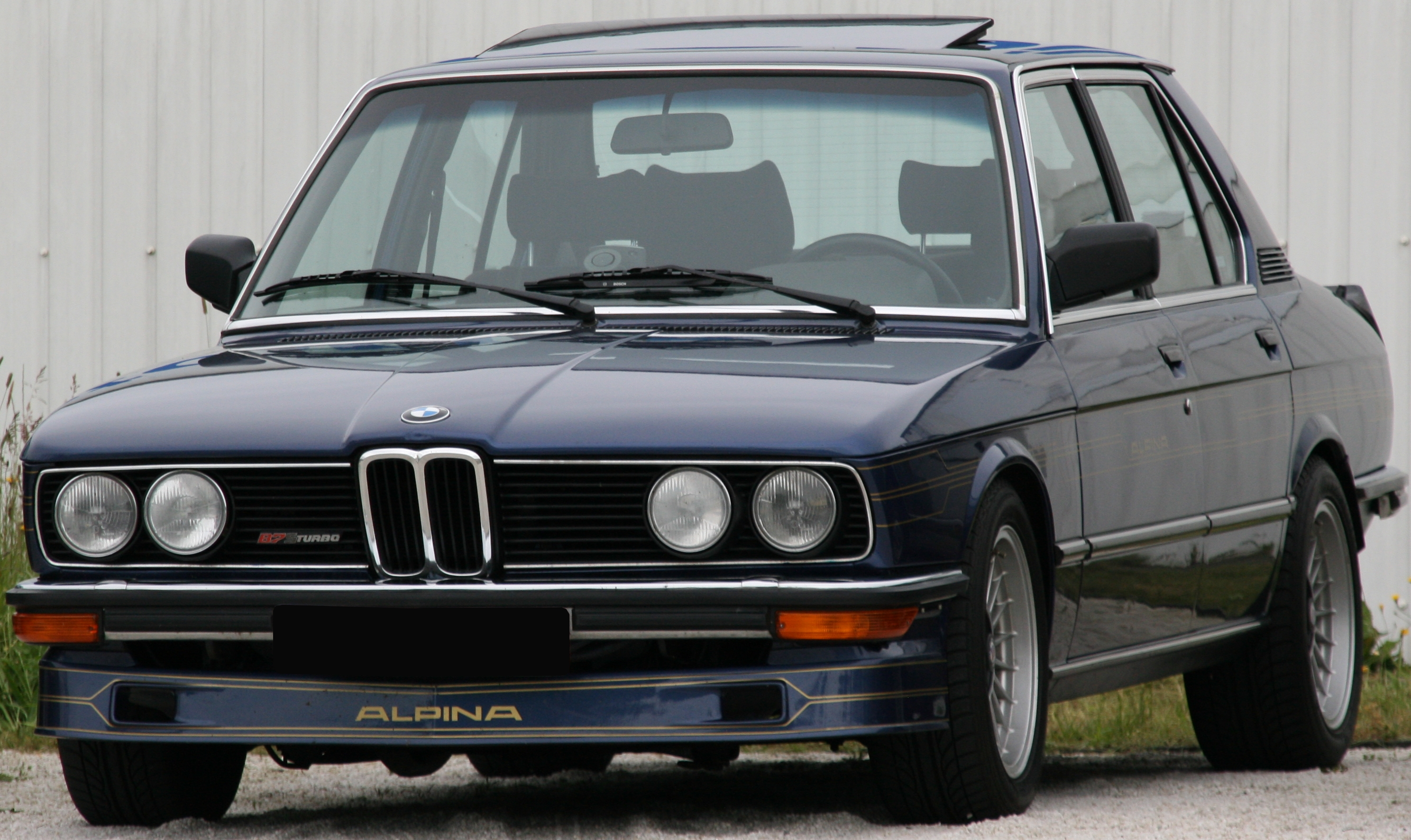
Alpina B7 S turbo

## Motoren

### Voertuigen gebouwd doorBMWDuitsland

#### Serie 1
| Model   | Inhoud   | Boring x Slag | Compressie | Carburatie         | Cilinder | Vermogen bij 1/min         | Koppel bij 1/min | Vmax | Gebouwd van/tot     |
| ------- | -------- | ------------- | ---------- | ------------------ | -------- | -------------------------- | ---------------- | ---- | ------------------- |
| 518     | 1766 cm³ | 89 x 71       | 8,6 : 1    | Solex 38 PDS       | 4        | 66,2 kW (90 pk) bij 5500   | 145 Nm bij 3500  | 160  | 05/1974 tot 02/1975 |
| 518     | 1766 cm³ | 89 x 71       | 8,3 : 1    | Solex 38 PDS       | 4        | 66 kW (90 pk) bij 5800     | 143 Nm bij 3700  | 160  | 02/1975 tot 08/1976 |
| 520/4   | 1990 cm³ | 89 x 80       | 9,0 : 1    | Stromberg 175CDET  | 4        | 84,6 kW (115 pk) bij 5800  | 165 Nm bij 3700  | 173  | 08/1972 tot ?/1973  |
| 520/4   | 1990 cm³ | 89 x 80       | 9,0 : 1    | Stromberg 175CDET  | 4        | 84,6 kW (115 pk) bij 5800  | 165 Nm bij 3700  | 176  | ?/1973 tot 08/1976  |
| 520i    | 1990 cm³ | 89 x 80       | 9,5 : 1    | Kugelfischer PL 04 | 4        | 95,6 kW (130 pk) bij 5800  | 181 Nm bij 4500  | 183  | 03/1972 tot ?/1973  |
| 520i    | 1990 cm³ | 89 x 80       | 9,5 : 1    | Kugelfischer PL 04 | 4        | 95,6 kW (130 pk) bij 5800  | 181 Nm bij 4500  | 184  | ?/1973 tot 02/1975  |
| 520i    | 1990 cm³ | 89 x 80       | 9,3 : 1    | Bosch K-Jetronic   | 4        | 92 kW (125 pk) bij 5700    | 175 Nm bij 4350  | 181  | 02/1975 tot 08/1976 |
| 525     | 2494 cm³ | 86 x 71,6     | 9,0 : 1    | Zenith 32/40 INAT  | 6        | 106,5 kW (145 pk) bij 6000 | 212 Nm bij 4000  | 193  | 06/1973 tot 01/1975 |
| 525     | 2494 cm³ | 86 x 71,6     | 9,0 : 1    | Zenith 32/40 INAT  | 6        | 106,7 kW (145 pk) bij 6000 | 212 Nm bij 4000  | 193  | 01/1975 tot 08/1976 |
| 528     | 2788 cm³ | 86 x 80       | 9,0 : 1    | Zenith 35/40 INAT  | 6        | 121 kW (165 pk) bij 5800   | 238 Nm bij 4000  | 198  | 11/1974 tot 08/1976 |
| 530i*** | 2985 cm³ | 89 x 80       | 8,1 : 1    | Bosch L-jetronic   | 6        | 130 kW (176 pk) bij 5500   | 231 Nm bij 4500  | 200  | 07/1974 tot 07/1976 |

#### Serie 2
| Model   | Inhoud   | Boring x Slag | Compressie | Carburatie        | Cilinder | Vermogen bij 1/min       | Koppel bij 1/min | Vmax | Gebouwd van/tot     |
| ------- | -------- | ------------- | ---------- | ----------------- | -------- | ------------------------ | ---------------- | ---- | ------------------- |
| 518     | 1766 cm³ | 89 x 71       | 8,3 : 1    | Solex DITA 32/32  | 4        | 66 kW (90 pk) bij 5800   | 143 Nm bij 3700  | 160  | 04/1976 tot 01/1978 |
| 518     | 1766 cm³ | 89 x 71       | 8,3 : 1    | Solex DITA 32/32  | 4        | 66 kW (90 pk) bij 5800   | 140 Nm bij 3700  | 160  | 01/1978 tot 02/1980 |
| 518     | 1766 cm³ | 89 x 71       | 9,5 : 1    | Zenith 2B4        | 4        | 66 kW (90 pk) bij 5500   | 140 Nm bij 4000  | 160  | 02/1980 tot 05/1981 |
| 518i*   | 1766 cm³ | 89 x 71       | 9,3 : 1    | Bosch K-jetronic  | 4        | 75 kW (102 pk) bij 5800  | 135 Nm bij 4500  | 167  | 06/1979 tot 06/1981 |
| 518i**  | 1766 cm³ | 89 x 71       | 8,8 : 1    | Bosch K-jetronic  | 4        | 74 kW (100 pk) bij 5800  | 135 Nm bij 4500  | 160  | 11/1979 tot 06/1981 |
| 520/4   | 1990 cm³ | 89 x 80       | 9,0 : 1    | Stromberg 175CDET | 4        | 85 kW (115 pk) bij 5600  | 165 Nm bij 3700  | 176  | 05/1976 tot 03/1979 |
| 520/6   | 1990 cm³ | 80 x 66       | 9,2 : 1    | Solex 4 A1        | 6        | 90 kW (122 pk) bij 6000  | 160 Nm bij 4000  | 180  | 03/1977 tot 06/1981 |
| 520i    | 1990 cm³ | 89 x 80       | 9,3 : 1    | Bosch K-Jetronic  | 4        | 92 kW (125 pk) bij 5700  | 175 Nm bij 4350  | 181  | 08/1976 tot 07/1979 |
| 525     | 2494 cm³ | 86 x 71,6     | 9,0 : 1    | Solex 4 A1        | 6        | 110 kW (150 pk) bij 5800 | 212 Nm bij 4000  | 193  | 05/1976 tot 02/1977 |
| 525     | 2494 cm³ | 86 x 71,6     | 9,0 : 1    | Solex 4 A1        | 6        | 110 kW (150 pk) bij 5800 | 208 Nm bij 4000  | 193  | 02/1977 tot 06/1981 |
| 528     | 2788 cm³ | 86 x 80       | 9,0 : 1    | Solex 4 A1        | 6        | 125 kW (170 pk) bij 5800 | 238 Nm bij 4000  | 198  | 03/1976 tot 09/1977 |
| 528i    | 2788 cm³ | 86 x 80       | 9,0 : 1    | Bosch L-jetronic  | 6        | 130 kW (177 PS) bij 5800 | 235 Nm bij 4300  | 208  | 01/1977 tot 02/1978 |
| 528i    | 2788 cm³ | 86 x 80       | 9,0 : 1    | Bosch L-jetronic  | 6        | 135 kW (184 pk) bij 5800 | 240 Nm bij 4200  | 208  | 02/1978 tot 06/1981 |
| 528i*** | 2788 cm³ | 86 x 80       | 9,0 : 1    | Bosch L-jetronic  | 6        | 124 kW (169 pk) bij 5500 | 245 Nm bij 4500  | 200  | 07/1978 tot 07/1981 |
| 530i*** | 2985 cm³ | 89 x 80       | 8,1 : 1    | Bosch L-jetronic  | 6        | 130 kW (176 pk) bij 5500 | 231 Nm bij 4500  | 200  | 07/1976 tot 08/1978 |

* Speciale versie enkel voor Zweden

** Speciale versie enkel voor Japan

*** Speciale versie voor VS en Japan

### Voertuigen gebouwd door BMW Motorsport GmbH (vandaagBMW M GmbH)

#### Serie 1
| Model  | Inhoud   | Boring x Slag | Compressie | Carburatie       | Cilinder | Vermogen bij 1/min         | Koppel bij 1/min | Vmax | Gebouwd van/tot    |
| ------ | -------- | ------------- | ---------- | ---------------- | -------- | -------------------------- | ---------------- | ---- | ------------------ |
| M 3.0  | 2985 cm³ | 89 x 80       | ?          |                  | 6        | 132 kW (180 pk) bij 6000   | ? Nm bij ?       | ?    | ?/1974 tot 01/1977 |
| M 3.0i | 2985 cm³ | 89 x 80       | ?          | Bosch L-jetronic | 6        | 147 kW (200 pk) bij 5500   | ? Nm bij ?       | ?    | ?/1974 tot 01/1977 |
| M 3.0i | 2985 cm³ | 89 x 80       | ?          | Bosch L-jetronic | 6        | 143 kW (195 pk) bij 5500   | ? Nm bij ?       | ?    | ?/1974 tot 01/1977 |
| M 3.3i | 3210 cm³ | 89 x 86       | 9,0 : 1    | Bosch L-jetronic | 6        | 147,1 kW (200 pk) bij 5500 | 290 Nm bij 4250  | 212  | ?/1974 tot 01/1977 |

#### Serie 2
| Model  | Inhoud   | Boring x Slag | Compressie | Carburatie       | Cilinder | Vermogen bij 1/min         | Koppel bij 1/min | Vmax | Gebouwd van/tot     |
| ------ | -------- | ------------- | ---------- | ---------------- | -------- | -------------------------- | ---------------- | ---- | ------------------- |
| M 3.3i | 3210 cm³ | 89 x 86       | 9,0 : 1    | Bosch L-jetronic | 6        | 147,1 kW (200 pk) bij 5500 | 290 Nm bij 4250  | 212  | 01/1977 tot ?/1979  |
| M 3.5i | 3453 cm³ | 93,4 x 84     | 9,3 : 1    | Bosch L-jetronic | 6        | 160 kW (218 pk) bij 5200   | 310 Nm bij 4000  | 222  | ?/1979 tot ?/1980   |
| M 535i | 3453 cm³ | 93,4 x 84     | 9,3 : 1    | Bosch L-jetronic | 6        | 160 kW (218 pk) bij 5200   | 310 Nm bij 4000  | 222  | 04/1980 tot 05/1981 |

### Zuid-Afrikaanse versies

#### Serie 1
| Model  | Inhoud   | Boring x Slag | Compressie | Carburatie        | Cilinder | Vermogen bij 1/min         | Koppel bij 1/min | Vmax | Gebouwd van/tot     |
| ------ | -------- | ------------- | ---------- | ----------------- | -------- | -------------------------- | ---------------- | ---- | ------------------- |
| 518    | 1766 cm³ | 89 x 71       | 8,6 : 1    | Solex 38 PDS      | 4        | 66,2 kW (90 pk) bij 5500   | 145 Nm bij 3500  | 160  | 07/1975 tot 04/1976 |
| 518    | 1766 cm³ | 89 x 71       | 8,3 : 1    | Solex 38 PDS      | 4        | 66 kW (90 pk) bij 5800     | 143 Nm bij 3700  | 160  | 04/1976 tot 02/1977 |
| 520/4  | 1990 cm³ | 89 x 80       | 9,0 : 1    | Stromberg 175CDET | 4        | 84,6 kW (115 pk) bij 5600  | 165 Nm bij 3700  | 173  | 03/1974 tot 01/1977 |
| 525    | 2494 cm³ | 86 x 71,6     | 9,0 : 1    | Zenith 32/40 INAT | 6        | 108 kW (145 pk) bij 6000   | 208 Nm bij 4000  | ?    | 12/1974 tot 01/1977 |
| 528    | 2788 cm³ | 86 x 80       | 9,0 : 1    | Zenith 35/40 INAT | 6        | 121,4 kW (165 pk) bij 5800 | 238 Nm bij 4000  | 190  | 03/1975 tot 01/1977 |
| 530MLE | 2985 cm³ | 89 x 80       | 9,0 : 1    | Bosch L-jetronic  | 6        | 132 kW (179 pk) bij 6000   | 260 Nm bij 3700  | 208  | 05/1976 tot 3/1977  |

#### Serie 2
| Model  | Inhoud   | Boring x Slag | Compressie | Carburatie        | Cilinder | Vermogen bij 1/min         | Koppel bij 1/min | Vmax  | Gebouwd van/tot     |
| ------ | -------- | ------------- | ---------- | ----------------- | -------- | -------------------------- | ---------------- | ----- | ------------------- |
| 518    | 1766 cm³ | 89 x 71       | 8,3 : 1    | Solex DITA 32/32  | 4        | 66 kW (90 pk) bij 5800     | 143 Nm bij 3700  | 160   | 02/1977 tot 01/1979 |
| 518    | 1990 cm³ | 89 x 80       | 9,0 : 1    | Solex DITA 32/32  | 4        | 85 kW (115 pk) bij 5800    | 165 Nm bij 3700  | 176   | 02/1979 tot 03/1982 |
| 520/4  | 1990 cm³ | 89 x 80       | 9,0 : 1    | Stromberg 175CDET | 4        | 84,6 kW (115 pk) bij 5600  | 165 Nm bij 3700  | 173   | 02/1977 tot 01/1979 |
| 520/6  | 1990 cm³ | 80 x 66       | 9,2 : 1    | Solex 4 A1        | 6        | 90 kW (122 pk) bij 6000    | 160 Nm bij 4000  | 180   | 02/1979 tot 03/1982 |
| 525    | 2494 cm³ | 86 x 71,6     | 9,0 : 1    | Solex 4 A1        | 6        | 108 kW (145 pk) bij 6000   | 208 Nm bij 4000  | ?     | 02/1977 tot ?/1979  |
| 528    | 2788 cm³ | 86 x 80       | 9,0 : 1    | Solex 4 A1        | 6        | 121,4 kW (165 pk) bij 5800 | 238 Nm bij 4000  | 190   | 02/1977 tot 01/1979 |
| 528i   | 2788 cm³ | 86 x 80       | 9,0 : 1    | Bosch L-jetronic  | 6        | 130 kW (177 PS) bij 5800   | 235 Nm bij 4300  | 208   | 02/1979 tot 03/1982 |
| 530i   | 2985 cm³ | 89 x 80       | 9,0 : 1    | Bosch L-jetronic  | 6        | 132 kW (179 pk) bij 6000   | 260 Nm bij 3700  | ?     | 05/1977 tot ?/1980  |
| M 535i | 3453 cm³ | 93,4 x 84     | 9,3 : 1    | Bosch L-jetronic  | 6        | 160 kW (218 pk) bij 5200   | 310 Nm bij 4000  | 206,3 | 07/1981 tot 03/1982 |

#### Serie 3 E12/8 type
| Model  | Inhoud   | Boring x Slag | Compressie | Carburatie       | Cilinder | Vermogen bij 1/min        | Koppel bij 1/min | Vmax | Gebouwd van/tot     |
| ------ | -------- | ------------- | ---------- | ---------------- | -------- | ------------------------- | ---------------- | ---- | ------------------- |
| 518i   | 1766 cm³ | 89 x 71       | 10,0 : 1   | Bosch K-jetronic | 4        | 77 kW (104,7 pk) bij 5800 | 145 Nm bij 4500  | 169  | 04/1982 tot 08/1984 |
| 520i   | 1990 cm³ | 80 x 66       | 9,8 : 1    | Bosch L-jetronic | 6        | 92 kW (125 pk) bij 5800   | 165 Nm bij 4500  | 182  | 04/1982 tot 03/1985 |
| 528i   | 2788 cm³ | 86 x 80       | 9,3 : 1    | Bosch L-jetronic | 6        | 135 kW (184 pk) bij 5800  | 260 Nm bij 4200  | 207  | 04/1982 tot 03/1985 |
| M 535i | 3453 cm³ | 93,4 x 84     | 9,3 : 1    | Bosch L-jetronic | 6        | 160 kW (218 pk) bij 5200  | 310 Nm bij 4000  | 222  | 04/1982 tot 03/1985 |

### Alpina
| Model     | Inhoud   | Boring x Slag | Compressie | Carburatie | Cilinder | Vermogen bij 1/min       | Koppel bij 1/min | Vmax | Gebouwd van/tot              |
| --------- | -------- | ------------- | ---------- | ---------- | -------- | ------------------------ | ---------------- | ---- | ---------------------------- |
| 520 A4    | 1990 cm³ | 80 x 66       | ?          |            | 4        | 114 kW (155 pk) bij 6600 | 201 Nm bij 5000  | 211  | 04/1973 tot -                |
| B7 Turbo  | 2986 cm³ | 89 x 80       | ?          |            | 6        | 221 kW (300 pk) bij 6000 | 462 Nm bij 2500  | 251  | 12/1978 tot 02/1982, 149 Stk |
| B7S Turbo | 3453 cm³ | 93,4 x 84     | ?          |            | 6        | 243 kW (330 pk) bij 5800 | 500 Nm bij 3000  | 260  | 11/1981 tot 05/1982, 60 Stk  |

Na enige Tuning-Varianten bracht Alpina in 1978 de E12 als B7 Turbo uit, en was toentertijd de snelste Limousine ter wereld. Hij had een drieliter-Turbomotor (BMW M30) met 300 pk. Vanaf 1981 bouwde Alpina ook nog eens 60 stuks B7S Turbo met 3,5 Liter en 330 pk.

## Prijslijsten
|       | 518       | 520       | 520A      | 525       | 525A      | 528i      | 528iA     |
| ----- | --------- | --------- | --------- | --------- | --------- | --------- | --------- |
| 01/78 | 244000 BF | 285800 BF | 309800 BF | 307600 BF | 333600 BF | 369800 BF | 393800 BF |

- Optielijst

|                                            | 518              | 520              | 525              | 528i             |
| ------------------------------------------ | ---------------- | ---------------- | ---------------- | ---------------- |
| Servostuur                                 | 14100 BF         | 14100 BF         | 14100 BF         | Standaard        |
| Open dak                                   | 12900 BF         | 12900 BF         | 12900 BF         | 12900 BF         |
| El. open dak                               | 17900 BF         | 17900 BF         | 17900 BF         | 17900 BF         |
| El. ruiten voor                            | niet beschikbaar | 8600 BF          | 8600 BF          | 8600 BF          |
| El. ruiten voor/achter                     | niet beschikbaar | 15900 BF         | 15900 BF         | 15900 BF         |
| Groen getinte ruiten                       | 3500 BF          | 3500 BF          | 3500 BF          | 3500 BF          |
| Airco + getint glas groen + Alternator 55A | 43600 BF         | 43600 BF         | 43600 BF         | 43600 BF         |
| Autom. veiligheidsgordels achter           | 2500 BF          | 2500 BF          | 2500 BF          | 2500 BF          |
| 2 hoofdsteunen achter                      | 2400 BF          | 2400 BF          | 2400 BF          | 2400 BF          |
| Halogeenmistlampen                         | 2300 BF          | 2300 BF          | 2300 BF          | 2300 BF          |
| Koplampsproeiers en -wissers               | 6900 BF          | 6900 BF          | 6900 BF          | 6900 BF          |
| Tweede buitenspiegel                       | 500 BF           | 500 BF           | Standaard        | Standaard        |
| 5-versnellingsbak                          | niet beschikbaar | 17400 BF         | niet beschikbaar | niet beschikbaar |
| Sperdifferentieel 25%                      | 8300 BF          | 8300 BF          | 8300 BF          | 8300 BF          |
| Versterkte stabilisatoren voor + achter    | 1600 BF          | 1600 BF          | Standaard        | Standaard        |
| Toerenteller                               | 4100 BF          | 4100 BF          | Standaard        | Standaard        |
| Sportstuur                                 | 2400 BF          | 2400 BF          | 2400 BF          | 2400 BF          |
| Recaro bestuurderszetel                    | 6000 BF          | 6000 BF          | 6000 BF          | 6000 BF          |
| Recaro zetels voor                         | 12000 BF         | 12000 BF         | 12000 BF         | 12000 BF         |
| 175 HR14 op Lichtmetalen velgen 6x14       | 15900 BF         | 14800 BF         | 14800 BF         | Standaard        |
| 195/70 HR14 op Lichtmetalen velgen 6x14    | 21100 BF         | 20000 BF         | 20000 BF         | 14500 BF         |
| 195/70 VR14 op Lichtmetalen velgen 6x14    | niet beschikbaar | niet beschikbaar | niet beschikbaar | 17700 BF         |
| 195/70 HR14 op Stalen velgen 6Jx14         | 6600 BF          | 5500 BF          | 5500 BF          | niet beschikbaar |
| 195/70 VR14 op Stalen velgen 6Jx14         | niet beschikbaar | niet beschikbaar | niet beschikbaar | 3200 BF          |
| Metaalkleur                                | 10400 BF         | 10400 BF         | 10400 BF         | 10400 BF         |
| Lederen bekleding                          | niet beschikbaar | 29700 BF         | 29700 BF         | 29700 BF         |
| Tapijt in velours                          | 1600 BF          | 1600 BF          | 1600 BF          | 1600 BF          |
| Afsluitbaar handschoenkastje en tankdop    | 600 BF           | 400 BF           | 400 BF           | Standaard        |
| Centrale vergrendeling elektrisch          | 5700 BF          | 5500 BF          | 5500 BF          | 5100 BF          |

|       | 518       | 518A      | 520     | 520A      | 520i    | 520/6   | 520/6A  | 525       | 525A      | 528     | 528A      | 528i    | 528iA     | M 535i  |
| ----- | --------- | --------- | ------- | --------- | ------- | ------- | ------- | --------- | --------- | ------- | --------- | ------- | --------- | ------- |
| 08/75 | ƒ 20590   | N.B.      | ƒ 23200 | ƒ 24998   | ƒ 24998 | N.B.    | N.B.    | ƒ 26477   | ƒ 28275   | ƒ 29638 | ƒ 31436   | N.B.    | N.B.      | N.B.    |
| 04/76 | ƒ 22388   | N.B.      | ƒ 25259 | ƒ 27115   | ƒ 27231 | N.B.    | N.B.    | ƒ 28681   | ƒ 30537   | ƒ 31987 | ƒ 33843   | N.B.    | N.B.      | N.B.    |
| 05/77 | ƒ 24249   | N.B.      | ƒ 27435 | ƒ 29352,5 | ƒ 29618 | N.B.    | N.B.    | ƒ 31122,5 | ƒ 33040   | ƒ 34751 | ƒ 36668,5 | N.B.    | N.B.      | N.B.    |
| 01/79 | ƒ 26166,5 | ƒ 28172,5 | N.B.    | N.B.      | N.B.    | ƒ 30975 | ƒ 32981 | ƒ 34043   | ƒ 36143,4 | N.B.    | N.B.      | ƒ 40120 | ƒ 42220,4 | N.B.    |
| 01/81 | ƒ 28792   | N.B.      | N.B.    | N.B.      | N.B.    | ƒ 34102 | ƒ 36226 | ƒ 38645   | ƒ 41123   | N.B.    | N.B.      | ƒ 45666 | ƒ 48144   | ƒ 65962 |

*N.B. = niet beschikbaar
In totaal zijn er tussen 1976 en 1981 een nette 14.436 E12's in Nederland verkocht.

## E12 in de autosport
Met de E12 werd ook geracet. In Engeland reed Tom Walkinshaw ermee in het 1977 BSCC (British Saloon Car Championship) en Huub Vermeulen reed met een Alpina-versie in het Nederlandse toerwagenkampioenschap. Het meeste succes had hij echter in België. In 1977 wonnen Eddy Joosen en Jean-Claude Andruet met een 530i US uit de Juma-renstal van Julien Mampaey de 24 uur van Spa-Francorchamps. Ook Luigi-racing en Serge Power-racing, het Zwitserse Eggenberger en het Franse WM-team brachten 530's aan de start.

## Wegauto's tijdlijn, 1952 tot nu
| BMW-modellen van 1952 tot heden | BMW-modellen van 1952 tot heden | BMW-modellen van 1952 tot heden | BMW-modellen van 1952 tot heden | BMW-modellen van 1952 tot heden | BMW-modellen van 1952 tot heden | BMW-modellen van 1952 tot heden | BMW-modellen van 1952 tot heden | BMW-modellen van 1952 tot heden | BMW-modellen van 1952 tot heden | BMW-modellen van 1952 tot heden | BMW-modellen van 1952 tot heden | BMW-modellen van 1952 tot heden | BMW-modellen van 1952 tot heden | BMW-modellen van 1952 tot heden | BMW-modellen van 1952 tot heden | BMW-modellen van 1952 tot heden | BMW-modellen van 1952 tot heden | BMW-modellen van 1952 tot heden | BMW-modellen van 1952 tot heden | BMW-modellen van 1952 tot heden | BMW-modellen van 1952 tot heden | BMW-modellen van 1952 tot heden | BMW-modellen van 1952 tot heden | BMW-modellen van 1952 tot heden | BMW-modellen van 1952 tot heden | BMW-modellen van 1952 tot heden | BMW-modellen van 1952 tot heden | BMW-modellen van 1952 tot heden | BMW-modellen van 1952 tot heden | BMW-modellen van 1952 tot heden | BMW-modellen van 1952 tot heden | BMW-modellen van 1952 tot heden | BMW-modellen van 1952 tot heden | BMW-modellen van 1952 tot heden | BMW-modellen van 1952 tot heden | BMW-modellen van 1952 tot heden | BMW-modellen van 1952 tot heden | BMW-modellen van 1952 tot heden | BMW-modellen van 1952 tot heden | BMW-modellen van 1952 tot heden | BMW-modellen van 1952 tot heden | BMW-modellen van 1952 tot heden | BMW-modellen van 1952 tot heden | BMW-modellen van 1952 tot heden | BMW-modellen van 1952 tot heden | BMW-modellen van 1952 tot heden | BMW-modellen van 1952 tot heden | BMW-modellen van 1952 tot heden | BMW-modellen van 1952 tot heden | BMW-modellen van 1952 tot heden | BMW-modellen van 1952 tot heden | BMW-modellen van 1952 tot heden | BMW-modellen van 1952 tot heden | BMW-modellen van 1952 tot heden | BMW-modellen van 1952 tot heden | BMW-modellen van 1952 tot heden | BMW-modellen van 1952 tot heden | BMW-modellen van 1952 tot heden | BMW-modellen van 1952 tot heden | BMW-modellen van 1952 tot heden | BMW-modellen van 1952 tot heden | BMW-modellen van 1952 tot heden | BMW-modellen van 1952 tot heden | BMW-modellen van 1952 tot heden | BMW-modellen van 1952 tot heden | BMW-modellen van 1952 tot heden | BMW-modellen van 1952 tot heden | BMW-modellen van 1952 tot heden | BMW-modellen van 1952 tot heden | BMW-modellen van 1952 tot heden | BMW-modellen van 1952 tot heden | BMW-modellen van 1952 tot heden | BMW-modellen van 1952 tot heden | BMW-modellen van 1952 tot heden | BMW-modellen van 1952 tot heden | BMW-modellen van 1952 tot heden |
| ------------------------------- | ------------------------------- | ------------------------------- | ------------------------------- | ------------------------------- | ------------------------------- | ------------------------------- | ------------------------------- | ------------------------------- | ------------------------------- | ------------------------------- | ------------------------------- | ------------------------------- | ------------------------------- | ------------------------------- | ------------------------------- | ------------------------------- | ------------------------------- | ------------------------------- | ------------------------------- | ------------------------------- | ------------------------------- | ------------------------------- | ------------------------------- | ------------------------------- | ------------------------------- | ------------------------------- | ------------------------------- | ------------------------------- | ------------------------------- | ------------------------------- | ------------------------------- | ------------------------------- | ------------------------------- | ------------------------------- | ------------------------------- | ------------------------------- | ------------------------------- | ------------------------------- | ------------------------------- | ------------------------------- | ------------------------------- | ------------------------------- | ------------------------------- | ------------------------------- | ------------------------------- | ------------------------------- | ------------------------------- | ------------------------------- | ------------------------------- | ------------------------------- | ------------------------------- | ------------------------------- | ------------------------------- | ------------------------------- | ------------------------------- | ------------------------------- | ------------------------------- | ------------------------------- | ------------------------------- | ------------------------------- | ------------------------------- | ------------------------------- | ------------------------------- | ------------------------------- | ------------------------------- | ------------------------------- | ------------------------------- | ------------------------------- | ------------------------------- | ------------------------------- | ------------------------------- | ------------------------------- | ------------------------------- | ------------------------------- | ------------------------------- | ------------------------------- |
| Type                            | Serie                           | Jaren 50                        | Jaren 50                        | Jaren 50                        | Jaren 50                        | Jaren 50                        | Jaren 50                        | Jaren 50                        | Jaren 50                        | Jaren 60                        | Jaren 60                        | Jaren 60                        | Jaren 60                        | Jaren 60                        | Jaren 60                        | Jaren 60                        | Jaren 60                        | Jaren 60                        | Jaren 60                        | Jaren 70                        | Jaren 70                        | Jaren 70                        | Jaren 70                        | Jaren 70                        | Jaren 70                        | Jaren 70                        | Jaren 70                        | Jaren 70                        | Jaren 70                        | Jaren 80                        | Jaren 80                        | Jaren 80                        | Jaren 80                        | Jaren 80                        | Jaren 80                        | Jaren 80                        | Jaren 80                        | Jaren 80                        | Jaren 80                        | Jaren 90                        | Jaren 90                        | Jaren 90                        | Jaren 90                        | Jaren 90                        | Jaren 90                        | Jaren 90                        | Jaren 90                        | Jaren 90                        | Jaren 90                        | Jaren 00                        | Jaren 00                        | Jaren 00                        | Jaren 00                        | Jaren 00                        | Jaren 00                        | Jaren 00                        | Jaren 00                        | Jaren 00                        | Jaren 00                        | Jaren 10                        | Jaren 10                        | Jaren 10                        | Jaren 10                        | Jaren 10                        | Jaren 10                        | Jaren 10                        | Jaren 10                        | Jaren 10                        | Jaren 10                        | Jaren 20                        | Jaren 20                        | Jaren 20                        | Jaren 20                        | Jaren 20                        |                                 |                                 |
| Type                            | Serie                           | 2                               | 3                               | 4                               | 5                               | 6                               | 7                               | 8                               | 9                               | 0                               | 1                               | 2                               | 3                               | 4                               | 5                               | 6                               | 7                               | 8                               | 9                               | 0                               | 1                               | 2                               | 3                               | 4                               | 5                               | 6                               | 7                               | 8                               | 9                               | 0                               | 1                               | 2                               | 3                               | 4                               | 5                               | 6                               | 7                               | 8                               | 9                               | 0                               | 1                               | 2                               | 3                               | 4                               | 5                               | 6                               | 7                               | 8                               | 9                               | 0                               | 1                               | 2                               | 3                               | 4                               | 5                               | 6                               | 7                               | 8                               | 9                               | 0                               | 1                               | 2                               | 3                               | 4                               | 5                               | 6                               | 7                               | 8                               | 9                               | 0                               | 1                               | 2                               | 3                               | 4                               |                                 |                                 |
| Dwergauto                       | Iso                             |                                 |                                 |                                 | Isetta                          | Isetta                          | Isetta                          | Isetta                          | Isetta                          | Isetta                          | Isetta                          | Isetta                          |                                 |                                 |                                 |                                 |                                 |                                 |                                 |                                 |                                 |                                 |                                 |                                 |                                 |                                 |                                 |                                 |                                 |                                 |                                 |                                 |                                 |                                 |                                 |                                 |                                 |                                 |                                 |                                 |                                 |                                 |                                 |                                 |                                 |                                 |                                 |                                 |                                 |                                 |                                 |                                 |                                 |                                 |                                 |                                 |                                 |                                 |                                 |                                 |                                 |                                 |                                 |                                 |                                 |                                 |                                 |                                 |                                 |                                 |                                 |                                 |                                 |                                 |                                 |                                 |
| Miniklasse                      |                                 |                                 |                                 |                                 |                                 |                                 | 600                             | 600                             | 600                             |                                 |                                 |                                 |                                 |                                 |                                 |                                 |                                 |                                 |                                 |                                 |                                 |                                 |                                 |                                 |                                 |                                 |                                 |                                 |                                 |                                 |                                 |                                 |                                 |                                 |                                 |                                 |                                 |                                 |                                 |                                 |                                 |                                 |                                 |                                 |                                 |                                 |                                 |                                 |                                 |                                 |                                 |                                 |                                 |                                 |                                 |                                 |                                 |                                 |                                 |                                 |                                 |                                 |                                 |                                 |                                 |                                 |                                 |                                 |                                 |                                 |                                 |                                 |                                 |                                 |                                 |                                 |
| Compacte klasse                 |                                 |                                 |                                 |                                 |                                 |                                 |                                 |                                 | 700                             | 700                             | 700                             | 700                             | 700                             | 700                             | 700                             |                                 |                                 |                                 |                                 |                                 |                                 |                                 |                                 |                                 |                                 |                                 |                                 |                                 |                                 |                                 |                                 |                                 |                                 |                                 |                                 |                                 |                                 |                                 |                                 |                                 |                                 |                                 |                                 |                                 |                                 |                                 |                                 |                                 |                                 |                                 |                                 |                                 |                                 |                                 |                                 |                                 |                                 |                                 |                                 |                                 |                                 |                                 | i3 (I01)                        | i3 (I01)                        | i3 (I01)                        | i3 (I01)                        | i3 (I01)                        | i3 (I01)                        | i3 (I01)                        | i3 (I01)                        | i3 (I01)                        | i3 (I01)                        |                                 |                                 |                                 |                                 |
| Compacte middenklasse           | 1                               |                                 |                                 |                                 |                                 |                                 |                                 |                                 |                                 |                                 |                                 |                                 |                                 |                                 |                                 |                                 |                                 |                                 |                                 |                                 | 02 touring                      | 02 touring                      | 02 touring                      | 02 touring                      |                                 |                                 |                                 |                                 |                                 |                                 |                                 |                                 |                                 |                                 |                                 |                                 |                                 |                                 |                                 |                                 |                                 |                                 |                                 | E36 compact                     | E36 compact                     | E36 compact                     | E36 compact                     | E36 compact                     | E36 compact                     | E36 compact                     | E46 compact                     | E46 compact                     | E46 compact                     | E46 compact                     | E81/E82 /E87/E88                | E81/E82 /E87/E88                | E81/E82 /E87/E88                | E81/E82 /E87/E88                | E81/E82 /E87/E88                | E81/E82 /E87/E88                | E81/E82 /E87/E88                | F20/F21                         | F20/F21                         | F20/F21                         | F20/F21                         | F20/F21                         | F20/F21                         | F20/F21                         | F40                             | F40                             | F40                             | F40                             | F40                             | F40                             |                                 |                                 |
| Compacte middenklasse           | 2                               |                                 |                                 |                                 |                                 |                                 |                                 |                                 |                                 |                                 |                                 |                                 |                                 |                                 |                                 |                                 |                                 |                                 |                                 |                                 |                                 |                                 |                                 |                                 |                                 |                                 |                                 |                                 |                                 |                                 |                                 |                                 |                                 |                                 |                                 |                                 |                                 |                                 |                                 |                                 |                                 |                                 |                                 |                                 |                                 |                                 |                                 |                                 |                                 |                                 |                                 |                                 |                                 |                                 |                                 |                                 |                                 |                                 |                                 |                                 |                                 |                                 |                                 |                                 |                                 |                                 |                                 |                                 | F44                             | F44                             | F44                             | F44                             | F44                             | F44                             |                                 |                                 |
| Middenklasse                    | 3                               |                                 |                                 |                                 |                                 |                                 |                                 |                                 |                                 |                                 |                                 |                                 |                                 |                                 |                                 | 1602/1802/2002                  | 1602/1802/2002                  | 1602/1802/2002                  | 1602/1802/2002                  | 1602/1802/2002                  | 1602/1802/2002                  | 1602/1802/2002                  | 1602/1802/2002                  | 1602/1802/2002                  | E21                             | E21                             | E21                             | E21                             | E21                             | E21                             | E21                             | E21                             | E30                             | E30                             | E30                             | E30                             | E30                             | E30                             | E30                             | E30                             | E30                             | E36                             | E36                             | E36                             | E36                             | E36                             | E36                             | E36                             | E46                             | E46                             | E46                             | E46                             | E46                             | E46                             | E46                             | E90-E93                         | E90-E93                         | E90-E93                         | E90-E93                         | E90-E93                         | E90-E93                         | F30-F31                         | F30-F31                         | F30-F31                         | F30-F31                         | F30-F31                         | F30-F31                         | F30-F31                         | G20                             | G20                             | G20                             | G20                             | G20                             | G20                             |                                 |                                 |
| Middenklasse                    | 3 GT                            |                                 |                                 |                                 |                                 |                                 |                                 |                                 |                                 |                                 |                                 |                                 |                                 |                                 |                                 |                                 | 1600 GT                         | 1600 GT                         |                                 |                                 |                                 |                                 |                                 |                                 |                                 |                                 |                                 |                                 |                                 |                                 |                                 |                                 |                                 |                                 |                                 |                                 |                                 |                                 |                                 |                                 |                                 |                                 |                                 |                                 |                                 |                                 |                                 |                                 |                                 |                                 |                                 |                                 |                                 |                                 |                                 |                                 |                                 |                                 |                                 |                                 |                                 |                                 | F34                             | F34                             | F34                             | F34                             | F34                             | F34                             | F34                             | F34                             |                                 |                                 |                                 |                                 |                                 |                                 |
| Hogere Middenklasse             | 5                               |                                 |                                 |                                 |                                 |                                 |                                 |                                 |                                 |                                 | 1500/1800/2000                  | 1500/1800/2000                  | 1500/1800/2000                  | 1500/1800/2000                  | 1500/1800/2000                  | 1500/1800/2000                  | 1500/1800/2000                  | 1500/1800/2000                  | 1500/1800/2000                  | 1500/1800/2000                  | 1500/1800/2000                  | 1500/1800/2000                  | E12                             | E12                             | E12                             | E12                             | E12                             | E12                             | E12                             | E12                             | E28                             | E28                             | E28                             | E28                             | E28                             | E28                             | E28                             | E34                             | E34                             | E34                             | E34                             | E34                             | E34                             | E34                             | E34                             | E39                             | E39                             | E39                             | E39                             | E39                             | E39                             | E39                             | E60-E62                         | E60-E62                         | E60-E62                         | E60-E62                         | E60-E62                         | E60-E62                         | E60-E62                         | F10                             | F10                             | F10                             | F10                             | F10                             | F10                             | G30                             | G30                             | G30                             | G30                             | G30                             | G30                             | G30                             | G60                             | G60                             |                                 |                                 |
| Hogere Middenklasse             | 5 GT                            |                                 |                                 |                                 |                                 |                                 |                                 |                                 |                                 |                                 |                                 |                                 |                                 |                                 |                                 |                                 |                                 |                                 |                                 |                                 |                                 |                                 |                                 |                                 |                                 |                                 |                                 |                                 |                                 |                                 |                                 |                                 |                                 |                                 |                                 |                                 |                                 |                                 |                                 |                                 |                                 |                                 |                                 |                                 |                                 |                                 |                                 |                                 |                                 |                                 |                                 |                                 |                                 |                                 |                                 |                                 |                                 |                                 |                                 | F07                             | F07                             | F07                             | F07                             | F07                             | F07                             |                                 |                                 |                                 |                                 |                                 |                                 |                                 |                                 |                                 |                                 |                                 |
| Topklasse                       | 7                               | 501/502/2.6/3.2/2600/3200       | 501/502/2.6/3.2/2600/3200       | 501/502/2.6/3.2/2600/3200       | 501/502/2.6/3.2/2600/3200       | 501/502/2.6/3.2/2600/3200       | 501/502/2.6/3.2/2600/3200       | 501/502/2.6/3.2/2600/3200       | 501/502/2.6/3.2/2600/3200       | 501/502/2.6/3.2/2600/3200       | 501/502/2.6/3.2/2600/3200       | 501/502/2.6/3.2/2600/3200       | 501/502/2.6/3.2/2600/3200       | 501/502/2.6/3.2/2600/3200       |                                 |                                 |                                 | E3                              | E3                              | E3                              | E3                              | E3                              | E3                              | E3                              | E3                              | E3                              | E3                              | E23                             | E23                             | E23                             | E23                             | E23                             | E23                             | E23                             | E23                             | E23                             | E32                             | E32                             | E32                             | E32                             | E32                             | E32                             | E32                             | E32                             | E38                             | E38                             | E38                             | E38                             | E38                             | E38                             | E65/E66                         | E65/E66                         | E65/E66                         | E65/E66                         | E65/E66                         | E65/E66                         | E65/E66                         | F01/F02                         | F01/F02                         | F01/F02                         | F01/F02                         | F01/F02                         | F01/F02                         | F01/F02                         | G11                             | G11                             | G11                             | G11                             | G11                             | G11                             | G11                             | G70                             | G70                             | G70                             |                                 |                                 |
| Coupé                           | 2                               |                                 |                                 |                                 |                                 |                                 |                                 |                                 |                                 |                                 |                                 |                                 |                                 |                                 |                                 |                                 |                                 |                                 |                                 |                                 |                                 |                                 |                                 |                                 |                                 |                                 |                                 |                                 |                                 |                                 |                                 |                                 |                                 |                                 |                                 |                                 |                                 |                                 |                                 |                                 |                                 |                                 |                                 |                                 |                                 |                                 |                                 |                                 |                                 |                                 |                                 |                                 |                                 |                                 |                                 |                                 |                                 |                                 |                                 |                                 |                                 |                                 | F22                             | F22                             | F22                             | F22                             | F22                             | F22                             | F22                             | F22                             | G42                             | G42                             | G42                             | G42                             | G42                             | G42                             |
| Coupé                           | 4                               |                                 |                                 |                                 |                                 |                                 |                                 |                                 |                                 |                                 |                                 |                                 |                                 |                                 |                                 |                                 |                                 |                                 |                                 |                                 |                                 |                                 |                                 |                                 |                                 |                                 |                                 |                                 |                                 |                                 |                                 |                                 |                                 |                                 |                                 |                                 |                                 |                                 |                                 |                                 |                                 |                                 |                                 |                                 |                                 |                                 |                                 |                                 |                                 |                                 |                                 |                                 |                                 |                                 |                                 |                                 |                                 |                                 |                                 |                                 |                                 |                                 | F32                             | F32                             | F32                             | F32                             | F32                             | F32                             | F32                             | G22                             | G22                             | G22                             | G22                             | G22                             |                                 |                                 |
| Coupé                           | 4                               |                                 |                                 |                                 |                                 |                                 |                                 |                                 |                                 |                                 |                                 |                                 |                                 |                                 |                                 |                                 |                                 |                                 |                                 |                                 |                                 |                                 |                                 |                                 |                                 |                                 |                                 |                                 |                                 |                                 |                                 |                                 |                                 |                                 |                                 |                                 |                                 |                                 |                                 |                                 |                                 |                                 |                                 |                                 |                                 |                                 |                                 |                                 |                                 |                                 |                                 |                                 |                                 |                                 |                                 |                                 |                                 |                                 |                                 |                                 |                                 |                                 |                                 |                                 |                                 |                                 |                                 |                                 | i4 (G26)                        |                                 |                                 |                                 |                                 |                                 |                                 |                                 |
| Coupé                           | 6                               |                                 |                                 |                                 |                                 |                                 |                                 |                                 |                                 |                                 |                                 |                                 |                                 |                                 | 2000 CS                         | 2000 CS                         | 2000 CS                         | 2000 CS                         | E9                              | E9                              | E9                              | E9                              | E9                              | E9                              | E9                              | E24                             | E24                             | E24                             | E24                             | E24                             | E24                             | E24                             | E24                             | E24                             | E24                             | E24                             | E24                             | E24                             | E24                             |                                 |                                 |                                 |                                 |                                 |                                 |                                 |                                 |                                 |                                 |                                 |                                 |                                 |                                 | E63/E64                         | E63/E64                         | E63/E64                         | E63/E64                         | E63/E64                         | E63/E64                         | E63/E64                         | F12/F13                         | F12/F13                         | F12/F13                         | F12/F13                         | F12/F13                         | F12/F13                         | G32                             | G32                             | G32                             | G32                             | G32                             | G32                             | G32                             |                                 |                                 |                                 |
| Coupé                           | 8                               |                                 |                                 |                                 |                                 |                                 |                                 |                                 |                                 |                                 |                                 | 3200 CS                         | 3200 CS                         | 3200 CS                         |                                 |                                 | Glas 3000 V8                    | Glas 3000 V8                    |                                 |                                 |                                 |                                 |                                 |                                 |                                 |                                 |                                 |                                 |                                 |                                 |                                 |                                 |                                 |                                 |                                 |                                 |                                 |                                 | E31                             | E31                             | E31                             | E31                             | E31                             | E31                             | E31                             | E31                             | E31                             | E31                             | E31                             |                                 |                                 |                                 |                                 |                                 |                                 |                                 |                                 |                                 |                                 |                                 |                                 |                                 |                                 |                                 |                                 |                                 |                                 | G15                             | G15                             | G15                             | G15                             | G15                             | G15                             | G15                             |                                 |                                 |
| Roadsters                       | Z                               |                                 |                                 |                                 |                                 |                                 |                                 |                                 |                                 |                                 |                                 |                                 |                                 |                                 |                                 |                                 |                                 |                                 |                                 |                                 |                                 |                                 |                                 |                                 |                                 |                                 |                                 |                                 |                                 |                                 |                                 |                                 |                                 |                                 |                                 |                                 |                                 | Z1 (E30)                        | Z1 (E30)                        | Z1 (E30)                        | Z1 (E30)                        |                                 |                                 |                                 |                                 | Z3 (E36)                        | Z3 (E36)                        | Z3 (E36)                        | Z3 (E36)                        | Z3 (E36)                        | Z3 (E36)                        | Z3 (E36)                        | Z4 (E85/E86)                    | Z4 (E85/E86)                    | Z4 (E85/E86)                    | Z4 (E85/E86)                    | Z4 (E85/E86)                    | Z4 (E85/E86)                    | Z4 (E89)                        | Z4 (E89)                        | Z4 (E89)                        | Z4 (E89)                        | Z4 (E89)                        | Z4 (E89)                        | Z4 (E89)                        |                                 |                                 | Z4 (G29)                        | Z4 (G29)                        | Z4 (G29)                        | Z4 (G29)                        | Z4 (G29)                        | Z4 (G29)                        | Z4 (G29)                        |                                 |                                 |
| Roadsters                       | Z                               |                                 |                                 |                                 |                                 |                                 |                                 |                                 |                                 |                                 |                                 |                                 |                                 |                                 |                                 |                                 |                                 |                                 |                                 |                                 |                                 |                                 |                                 |                                 |                                 |                                 |                                 |                                 |                                 |                                 |                                 |                                 |                                 |                                 |                                 |                                 |                                 |                                 |                                 |                                 |                                 |                                 |                                 |                                 |                                 |                                 |                                 | Z8 (E52)                        |                                 |                                 |                                 |                                 |                                 |                                 |                                 |                                 |                                 |                                 |                                 |                                 |                                 |                                 |                                 |                                 |                                 |                                 |                                 |                                 |                                 |                                 |                                 |                                 |                                 |                                 |                                 |                                 |
| Sportwagens                     |                                 |                                 |                                 |                                 |                                 | 503/507                         | 503/507                         | 503/507                         | 503/507                         |                                 |                                 |                                 |                                 |                                 |                                 |                                 |                                 |                                 |                                 |                                 |                                 |                                 |                                 |                                 |                                 |                                 |                                 | M1                              | M1                              | M1                              | M1                              |                                 |                                 |                                 |                                 |                                 |                                 |                                 |                                 |                                 |                                 |                                 |                                 |                                 |                                 |                                 |                                 |                                 |                                 |                                 |                                 |                                 |                                 |                                 |                                 |                                 |                                 |                                 |                                 |                                 |                                 |                                 |                                 | i8 (I12/I15)                    | i8 (I12/I15)                    | i8 (I12/I15)                    | i8 (I12/I15)                    | i8 (I12/I15)                    | i8 (I12/I15)                    | i8 (I12/I15)                    |                                 |                                 |                                 |                                 |                                 |                                 |
| MPV                             | 2                               |                                 |                                 |                                 |                                 |                                 |                                 |                                 |                                 |                                 |                                 |                                 |                                 |                                 |                                 |                                 |                                 |                                 |                                 |                                 |                                 |                                 |                                 |                                 |                                 |                                 |                                 |                                 |                                 |                                 |                                 |                                 |                                 |                                 |                                 |                                 |                                 |                                 |                                 |                                 |                                 |                                 |                                 |                                 |                                 |                                 |                                 |                                 |                                 |                                 |                                 |                                 |                                 |                                 |                                 |                                 |                                 |                                 |                                 |                                 |                                 |                                 |                                 | F45/F46                         | F45/F46                         | F45/F46                         | F45/F46                         | F45/F46                         | F45/F46                         | F45/F46                         | F45/F46                         | U06                             | U06                             | U06                             |                                 |                                 |
| SUV                             | X1                              |                                 |                                 |                                 |                                 |                                 |                                 |                                 |                                 |                                 |                                 |                                 |                                 |                                 |                                 |                                 |                                 |                                 |                                 |                                 |                                 |                                 |                                 |                                 |                                 |                                 |                                 |                                 |                                 |                                 |                                 |                                 |                                 |                                 |                                 |                                 |                                 |                                 |                                 |                                 |                                 |                                 |                                 |                                 |                                 |                                 |                                 |                                 |                                 |                                 |                                 |                                 |                                 |                                 |                                 |                                 |                                 |                                 |                                 | E84                             | E84                             | E84                             | E84                             | E84                             | E84                             | F48                             | F48                             | F48                             | F48                             | F48                             | F48                             | U11                             | U11                             | U11                             |                                 |                                 |
| SUV                             | X1                              |                                 |                                 |                                 |                                 |                                 |                                 |                                 |                                 |                                 |                                 |                                 |                                 |                                 |                                 |                                 |                                 |                                 |                                 |                                 |                                 |                                 |                                 |                                 |                                 |                                 |                                 |                                 |                                 |                                 |                                 |                                 |                                 |                                 |                                 |                                 |                                 |                                 |                                 |                                 |                                 |                                 |                                 |                                 |                                 |                                 |                                 |                                 |                                 |                                 |                                 |                                 |                                 |                                 |                                 |                                 |                                 |                                 |                                 |                                 |                                 |                                 |                                 |                                 |                                 |                                 |                                 |                                 |                                 | iX1 (U11)                       |                                 |                                 |                                 |                                 |                                 |                                 |
| SUV                             | X2                              |                                 |                                 |                                 |                                 |                                 |                                 |                                 |                                 |                                 |                                 |                                 |                                 |                                 |                                 |                                 |                                 |                                 |                                 |                                 |                                 |                                 |                                 |                                 |                                 |                                 |                                 |                                 |                                 |                                 |                                 |                                 |                                 |                                 |                                 |                                 |                                 |                                 |                                 |                                 |                                 |                                 |                                 |                                 |                                 |                                 |                                 |                                 |                                 |                                 |                                 |                                 |                                 |                                 |                                 |                                 |                                 |                                 |                                 |                                 |                                 |                                 |                                 |                                 |                                 |                                 |                                 | F39                             | F39                             | F39                             | F39                             | F39                             | F39                             | U10                             |                                 |                                 |
| SUV                             | X2                              |                                 |                                 |                                 |                                 |                                 |                                 |                                 |                                 |                                 |                                 |                                 |                                 |                                 |                                 |                                 |                                 |                                 |                                 |                                 |                                 |                                 |                                 |                                 |                                 |                                 |                                 |                                 |                                 |                                 |                                 |                                 |                                 |                                 |                                 |                                 |                                 |                                 |                                 |                                 |                                 |                                 |                                 |                                 |                                 |                                 |                                 |                                 |                                 |                                 |                                 |                                 |                                 |                                 |                                 |                                 |                                 |                                 |                                 |                                 |                                 |                                 |                                 |                                 |                                 |                                 |                                 |                                 |                                 |                                 |                                 | iX2 (U10)                       |                                 |                                 |                                 |                                 |
| SUV                             | X3                              |                                 |                                 |                                 |                                 |                                 |                                 |                                 |                                 |                                 |                                 |                                 |                                 |                                 |                                 |                                 |                                 |                                 |                                 |                                 |                                 |                                 |                                 |                                 |                                 |                                 |                                 |                                 |                                 |                                 |                                 |                                 |                                 |                                 |                                 |                                 |                                 |                                 |                                 |                                 |                                 |                                 |                                 |                                 |                                 |                                 |                                 |                                 |                                 |                                 |                                 |                                 |                                 | E83                             | E83                             | E83                             | E83                             | E83                             | E83                             | E83                             | E83                             | F25                             | F25                             | F25                             | F25                             | F25                             | F25                             | G01                             | G01                             | G01                             | G01                             | G01                             | G01                             | G01                             |                                 |                                 |
| SUV                             | X3                              |                                 |                                 |                                 |                                 |                                 |                                 |                                 |                                 |                                 |                                 |                                 |                                 |                                 |                                 |                                 |                                 |                                 |                                 |                                 |                                 |                                 |                                 |                                 |                                 |                                 |                                 |                                 |                                 |                                 |                                 |                                 |                                 |                                 |                                 |                                 |                                 |                                 |                                 |                                 |                                 |                                 |                                 |                                 |                                 |                                 |                                 |                                 |                                 |                                 |                                 |                                 |                                 |                                 |                                 |                                 |                                 |                                 |                                 |                                 |                                 |                                 |                                 |                                 |                                 |                                 |                                 | iX3 (G08)                       |                                 |                                 |                                 |                                 |                                 |                                 |                                 |                                 |
| SUV                             | X4                              |                                 |                                 |                                 |                                 |                                 |                                 |                                 |                                 |                                 |                                 |                                 |                                 |                                 |                                 |                                 |                                 |                                 |                                 |                                 |                                 |                                 |                                 |                                 |                                 |                                 |                                 |                                 |                                 |                                 |                                 |                                 |                                 |                                 |                                 |                                 |                                 |                                 |                                 |                                 |                                 |                                 |                                 |                                 |                                 |                                 |                                 |                                 |                                 |                                 |                                 |                                 |                                 |                                 |                                 |                                 |                                 |                                 |                                 |                                 |                                 |                                 |                                 | F26                             | F26                             | F26                             | F26                             | G02                             | G02                             | G02                             | G02                             | G02                             | G02                             | G02                             |                                 |                                 |
| SUV                             | X5                              |                                 |                                 |                                 |                                 |                                 |                                 |                                 |                                 |                                 |                                 |                                 |                                 |                                 |                                 |                                 |                                 |                                 |                                 |                                 |                                 |                                 |                                 |                                 |                                 |                                 |                                 |                                 |                                 |                                 |                                 |                                 |                                 |                                 |                                 |                                 |                                 |                                 |                                 |                                 |                                 |                                 |                                 |                                 |                                 |                                 |                                 |                                 | E53                             | E53                             | E53                             | E53                             | E53                             | E53                             | E53                             | E70                             | E70                             | E70                             | E70                             | E70                             | E70                             | E70                             | F15                             | F15                             | F15                             | F15                             | F15                             | G05                             | G05                             | G05                             | G05                             | G05                             | G05                             | G05                             |                                 |                                 |
| SUV                             | X6                              |                                 |                                 |                                 |                                 |                                 |                                 |                                 |                                 |                                 |                                 |                                 |                                 |                                 |                                 |                                 |                                 |                                 |                                 |                                 |                                 |                                 |                                 |                                 |                                 |                                 |                                 |                                 |                                 |                                 |                                 |                                 |                                 |                                 |                                 |                                 |                                 |                                 |                                 |                                 |                                 |                                 |                                 |                                 |                                 |                                 |                                 |                                 |                                 |                                 |                                 |                                 |                                 |                                 |                                 |                                 |                                 | E71                             | E71                             | E71                             | E71                             | E71                             | E71                             | F16                             | F16                             | F16                             | F16                             | F16                             | F16                             | G06                             | G06                             | G06                             | G06                             | G06                             |                                 |                                 |
| SUV                             | X7                              |                                 |                                 |                                 |                                 |                                 |                                 |                                 |                                 |                                 |                                 |                                 |                                 |                                 |                                 |                                 |                                 |                                 |                                 |                                 |                                 |                                 |                                 |                                 |                                 |                                 |                                 |                                 |                                 |                                 |                                 |                                 |                                 |                                 |                                 |                                 |                                 |                                 |                                 |                                 |                                 |                                 |                                 |                                 |                                 |                                 |                                 |                                 |                                 |                                 |                                 |                                 |                                 |                                 |                                 |                                 |                                 |                                 |                                 |                                 |                                 |                                 |                                 |                                 |                                 |                                 |                                 | G07                             | G07                             | G07                             | G07                             | G07                             | G07                             | G07                             |                                 |                                 |
| SUV                             | iX                              |                                 |                                 |                                 |                                 |                                 |                                 |                                 |                                 |                                 |                                 |                                 |                                 |                                 |                                 |                                 |                                 |                                 |                                 |                                 |                                 |                                 |                                 |                                 |                                 |                                 |                                 |                                 |                                 |                                 |                                 |                                 |                                 |                                 |                                 |                                 |                                 |                                 |                                 |                                 |                                 |                                 |                                 |                                 |                                 |                                 |                                 |                                 |                                 |                                 |                                 |                                 |                                 |                                 |                                 |                                 |                                 |                                 |                                 |                                 |                                 |                                 |                                 |                                 |                                 |                                 |                                 |                                 |                                 |                                 | I20                             | I20                             | I20                             | I20                             |                                 |                                 |